# Kitee
Kitee je finské město, ležící na východě Finska v provincii Severní Karélie. Rozloha Kitee je zhruba 1 141,75 km² (z toho asi 268,87 km² zabírá vodní plocha – tedy asi 25 %) a počet obyvatel v roce 2003 byl 10 024. Hustota obyvatelstva je tedy 11,1 obyvatel/km².
Město Kitee je známé jako rodiště operní pěvkyně Tarji Turunen a místo vzniku metalové skupiny Nightwish.

## Kostel
Kostel v Kitee byl postaven roku 1886 a patří mezi 10 největších kamenných kostelů ve Finsku, vejde se do něj asi 2 200 lidí. Od června do srpna je otevřen denně.